# Посредникът (български филм)
„Посредникът“ е български игрален филм (драма, късометражен) от 2008 година, по сценарий и режисура на Драгомир Шолев. Оператор е Ненад Бороевич.

## Актьорски състав
- Койна Русева – Майката
- Александър Марков – Алекс
- Деян Донков – Бащата
- Цветан Даскалов
- Йорданка Кузманова